# Akiba Rjódzsiró
Akiba Rjódzsiró (Tokió, 1930–) japán rakétatechnika és a japán űrprogram úttörő tudósa.

## Életpálya
1951-ben az University of Tokyo keretében repüléstechnikai mérnöki oklevelet szerzett.

### Szakmai pálya
- 1960-ban kutatási asszisztens az egyetemen, majd 1974-ig professzor.
- 1981-től az Űr- és Asztronautikai Intézmény (ISAS) tagja, 1992-től főigazgatója.
- 1996-tól a Hokkaido Technológiai Intézet professzora,
- 1998-tól az Űrtevékenységi Bizottság tagja.
- 2000-től a pilóta nélküli űrszállítás irányítója,
- 2003-tól Hokkaido Aerospace Science and Technology Incubation Center igazgatója

## Írásai
Több kiadvány társszerzője.

## Szakmai sikerek
- 2008-ban a Nemzetközi Asztronautikai Akadémiától megkapta a Kármán Tódor díjat,
- 2011-ben az arany sugarak nyakszalagot,